# الكود (أبين)

تعديل مصدري - تعديل

الكَوْد هي بلدة ثانوية من مدن محافظة أبين اليمنية، بلغ تعداد سكانها 11443 نسمة حسب تعداد اليمن لعام 2004. وكانت تشتهر بزراعة القطن وحلجه وتصديره، وعام 1955 اختارها البريطانيون لتأسيس أول مركز أبحاث زراعية في الجزيرة العربية.

## التاريخ
ظهرت قرية الكود في خريطة رسمها الرحالة الإنجليزي جيمس ثيودور بنت عام 1897، وذكرت الكود ضمن تقارير هنتر (F. M. Hunter) في كتابه المنشور عام 1909 قائلاً: "هي قرية لا بأس بحجمها وتقع بالقرب من البحر على الضفة اليمنى من سيل وادي بنا جنوب عمودية".
في 19-20 مايو 1994 خلال حرب 1994 الأهلية في اليمن، ألقت طائرات المتمردين قنبلتين بالقرب من مقبرة بلدة الكود، مما أسفر عن مقتل أربعة شبّان.

### ثورة 2011
في 15 نوفمبر، أستولى مقاتلين موالين لتنظيم القاعدة في شبه الجزيرة العربية على البلدة، وهي بداية لمعركة زنجبار.